# Il diritto dei popoli
Il diritto dei popoli (The law of peoples) è un'opera del filosofo statunitense John Rawls sulle relazioni internazionali.
Inizialmente pubblicato nel 1993 come un breve articolo, nel 1999 fu ampliato ed unito con il saggio The Idea of Public Reason Revisited per formare un unico libro. In esso, egli tenta di mostrare «come il contenuto di un Diritto dei Popoli possa essere sviluppato a partire da un'idea liberale di giustizia, simile (ma più generale) a quella che io chiamo "giustizia come equità"».
Con "popoli", Rawls intende «gli attori della Società dei Popoli, così come i cittadini sono gli attori della società nazionale».  I popoli hanno in comune tre caratteristiche: un comune sistema di governo; ciò che John Stuart Mill chiamava "affinità comuni"; e infine una natura morale. Nonostante si supponga che il Diritto dei Popoli faccia parte della politica estera liberale, Rawls allarga la sua trattazione anche a popoli non liberali: anche i "popoli accettabilmente gerarchici" possono prendere parte al Diritto dei Popoli, mentre ciò non può valere per gli Stati oppressi, fuori dalla legge o caratterizzati da un assolutismo benevolo. L'inclusione dei "popoli accettabilmente gerarchici" è richiesta dal concetto di tolleranza, che l'autore considera parte integrante del liberalismo. In parte, quest'opera cerca anche di mostrare come ci si può ragionevolmente attendere che si estenda la tolleranza internazionale da parte delle società liberali.
Con la locuzione "diritto dei popoli", Rawls vuole invece indicare «una particolare concezione politica del diritto e della giustizia che si applica ai princìpi e alle norme del diritto e della prassi internazionali». Una concezione a cui si giunge attraverso un'ipotetica "posizione originaria", per cui i rappresentanti di ciascun popolo si riuniscono con lo scopo di determinare i princìpi che regoleranno la loro associazione: i princìpi così prodotti costituiscono il contenuto del Diritto dei Popoli.
Essi sono otto, come sintetizzati da Malcolm Hayward:
1. i popoli (come organizzati dai loro governi) sono liberi e indipendenti, e la loro libertà e indipendenza deve essere rispettata dagli altri popoli;
2. i popoli sono uguali e parte contraente dei loro accordi;
3. i popoli hanno il diritto di auto-difesa ma non il diritto di muovere guerra;
4. i popoli sono tenuti ad osservare il dovere di non-intervento;
5. i popoli sono tenuti ad osservare i trattati e i compromessi;
6. i popoli sono tenuti ad osservare specifiche restrizioni sulla condotta in guerra (presupponendo che si tratti di auto-difesa);
7. i popoli sono tenuti a rispettare i diritti umani;
8. I popoli hanno il dovere di assistere gli altri popoli che vivono in condizioni sfavorevoli, che impediscono loro di avere un regime politico e sociale giusto o accettabile.

## Teoria ideale e teoria non ideale
Il contenuto delle tesi di Rawls diparte principalmente dalla "teoria ideale", orientata a definire come i differenti popoli che siano giusti, o almeno accettabili, dovrebbero comportarsi per rispettarsi l'un l'altro. Rawls si riferisce a questa concezione ideale come ad una «utopia realistica»: realistica perché può esistere; utopia perché «unisce ragionevolezza e giustizia a condizioni che rendono possibile, per i cittadini, la realizzazione dei loro interessi fondamentali». Un'idea che si inserisce nel solco tracciato da Rousseau, secondo cui ogni tentativo di ricercare principi sicuri per il governo deve prendere «gli uomini come sono, e le leggi come possono essere». Il Diritto dei Popoli, dunque, vuole principalmente mostrare «come i cittadini e i popoli ragionevoli potrebbero vivere in pace in un mondo giusto».
È caratteristico dell'approccio di Rawls il concentrarsi sulla teoria ideale, senza discutere più di tanto la teoria non ideale, che comporta la disamina del problema sulla giusta risposta all'ingiustizia. Ad ogni modo, poiché le questioni che si sollevano dalle condizioni fortemente non ideali del mondo reale (con la sua ingiustizia e i diffusi mali sociali) non possono essere ignorate, Rawls si dedica anche a discutere come un popolo "ben ordinato" (liberale o accettabile, secondo i sensi suddetti) dovrebbe comportarsi rispetto alle società oppresse o fuori dalla legge.
Possiamo affermare che l’utopia realistica rawlsiana è qualcosa che ancora non esiste, ma che potrebbe esistere se fosse sufficientemente realistica: si tratta di un tentativo di bilanciare la realizzabilità di fatto del ruolo educativo delle istituzioni democratiche con un esito che sia idealmente desiderabile da un punto di vista normativo. Se l’utopia realistica fosse in atto, si eliminerebbe ad esempio il problema della guerra, almeno tra le popolazioni liberal-democratiche (qui Rawls si richiama all’ideale della Pace perpetua di Kant, di cui ne accoglie le premesse teoriche ma non il riferimento al diritto cosmopolitico di una “lega dei popoli”, a differenza di Habermas e della sua società mondiale).
L'utopia realistica di Rawls è una prospettiva opposta rispetto all'approccio realista alle relazioni internazionali, posizione che considera le sfere extra-politiche (morale, giustizia, religione...) irrilevanti nelle decisioni, nei patti e nei trattati internazionali - tra i realisti prevale una visione conflittuale delle relazioni internazionali in cui le parti sono caratterizzate da una razionalità fortemente auto-interessata.

## La categorizzazione dei popoli
Rawls preferisce il termine “popoli” al termine “stati” per porre l’accento sulle caratteristiche peculiari delle popolazioni stesse, come il carattere morale e la natura giusta o decente dei loro regimi: lo stato è strumento o istituzione, ma il senso di giustizia, l’elemento collettivo risiede nei popoli. I popoli che compongono l’universo delle relazioni internazionali sono diversi tra loro: Rawls ne individua cinque tipologie, in posizione decrescente rispetto alla possibilità di immaginarli come partner in una posizione originaria.
- Popoli liberali: sono strutturati secondo le istanze liberal-democratiche e sono in grado di offrire equi termini di collaborazione ad altri popoli.
- Popoli decenti: pur non avendo una struttura analoga a quella liberal-democratica, mantengono al proprio interno un qualche modello di consultazione (elezioni, o comunque diritto di scelta in generale), prevedono un sostanziale rispetto dei diritti umani e sono non aggressivi nei confronti degli altri popoli. La decenza è qui intesa come criterio empirico, piuttosto che derivante da un argomento teorico: Rawls fa l’immaginario esempio del popolo del Kazanistan, facendoci intuire un riferimento ai popoli emergenti che avviavano la democratizzazione dopo l’uscita dall’URSS, oppure ancora alle popolazioni islamiche dei vari "-stan" (Afghanistan, Pakistan...).[11]
- Assolutismo benevolo: in questa condizione gli stati, pur rispettando i diritti civili, politici e sociali, non prevedono forme consultive e negano quindi in parte o del tutto la partecipazione dei cittadini alle decisioni collettive.
- Popoli svantaggiati: sono quei popoli in cui a causa di sfavorevoli condizioni economiche e assenza di condizioni minime di sussistenza non riesce a consolidarsi una struttura politica riconoscibile, cioè non sono in grado di sviluppare istituzioni liberal-democratiche o decenti. Nei confronti di questi popoli, secondo Rawls, i popoli più fortunati (definiti “popoli bene ordinati”) hanno un dovere di assistenza. I popoli che si trovano in condizioni migliori devono cioè aiutare i popoli svantaggiati affinché entrino nelle condizioni in cui possono sviluppare delle istituzioni politiche. Questo dovere di assistenza è basato però su un principio meno oneroso del principio di differenza.
- Popoli fuorilegge: non rispettano i diritti umani e sono aggressivi nei confronti degli altri popoli, destabilizzando con il loro comportamento gli stati appartenenti alle quattro precedenti categorie.

L’idea che popoli così diversi possano partecipare allo stesso contratto è vana: non avrebbero nessuna intenzione di cooperare. La premessa per accedere alla posizione originaria è che le persone desiderino avere dei principi di giustizia per regolare in maniera equa oneri e benefici della cooperazione sociale: se i popoli non avessero un senso di giustizia e non ritenessero l’equità dei termini rilevante, non entrerebbero in posizione originaria, e quindi questa finzione del contratto non avrebbe alcuna rilevanza.
La teoria ideale relativamente al diritto dei popoli è una teoria che Rawls inizialmente limita ai popoli liberal-democratici (secondo stadio) e che solo in seguito estende ai popoli decenti (terzo stadio), in quanto queste popolazioni prevedono una qualche possibilità di consultazione, quindi si può immaginare che i cittadini non siano completamente alla mercé dei loro governanti ma abbiano qualche possibilità di esprimere il loro punto di vista. Considerando anche questi “popoli accettabilmente gerarchici” l’esito della scelta collettiva sarà meno ambizioso, tuttavia così facendo è possibile ampliare il raggio entro cui valgono i principi di giustizia internazionale.